# I. Damáz pápa
Szent I. Damáz (latinul: Damasus), (306 – 384. december 11.) pápa a 37. egyházfő volt Szent Péter trónján 366. október 1-től haláláig. Személyében egy igen jelentős pápa lépett trónra, akinek uralkodása sok tekintetben újat hozott, és az elkövetkezendő évszázadok pápáinak pontifikátusát jelezte előre. A régészek védőszentje. Az első pápa, akinek megválasztása előtti életére vonatkozóan biztos ismeretekkel rendelkezünk.

## Élete
A krónikák alapján hozzávetőleg 306-ban született Hispaniában vagy Rómában. Apja hispániai volt, Antoniusnak hívták, anyját Laurentiának (az ő nevét csak a legújabb kutatások tették ismertté). Rómában nőtt fel, ahol Szent Lőrinc templomában tanult és nevelkedett. Így került egyre közelebb a keresztény világ vezetőihez.
366-ban meghalt az előző egyházfő, Libériusz pápa, és a római zsinaton két részre oszlott a választó püspökök tábora. Az egyik tábor Ursinust támogatta, aki Libériusz egyik diakónusa volt. Velük szemben álltak a II. Félixet támogató püspökök, akik Damázt szerették volna a pápai trónon látni. A két csoport nem tudott megegyezni egymással, és végül Rómát hatalmas felfordulás kerítette hatalmába. Damáz és Ursinus ellentéte három napos vérfürdőhöz vezetett. I. Valentinianus császár kénytelen volt seregével közbelépni, hogy vissza tudja állítani a békét a városban. Az konfliktusból Damáz került ki győztesen, és végül őt szentelték fel Róma püspökévé.
Miután Damasus megszerezte a pápai széket, hívei megtámadták Ursinust és annak megmaradt követőit, akik a Liberianus-bazilikában kerestek menedéket. Itt egy éjszaka alatt 137 embert öltek le Ursinus hívei közül. Ezután magát Damázt is gyilkossággal vádolták, de a pápa befolyásos udvari barátai elhárították a törvény pallosát. 370-re teljesen megszilárdult Damáz vezető pozíciója, azonban az egyház szétzilálódott a véres hatalmi csatákban.
Azonban több modern történész, például Thomas Joseph Shahan hangsúlyozza, hogy a Damáz pápával kapcsolatos ellenséges narratíva ezen incidens kapcsán kizárólag két elfogult forrásra, a Libellus precum ad Imperatores és a Gesta nevű írásokra alapozódik. A Libellus precum ad Imperatores egy politikailag motivált dokumentum, amit Ursinus és a Lucifer Calaritanus hívei (Faustinus és Marcellinus) írtak a császár számára, hogy kegyelmet kérjenek és lejárassák Damázt. A Gesta szintén Ursinus támogatói által írt, erősen elfogult beszámoló, amely Damázt rendkívül negatív színben tünteti fel. Ezen források hitelessége azonban vitatható, mivel céljuk a hatalmi harcok során politikai ellenfeleik diszkreditálása volt. A nem-keresztény, tehát az egyházpolitikai kérdésekben semlegesnek tekinthető például Ammianus Marcellinus nem tette Damázt személyesen felelőssé az incidensért. Damázt ezek az iratok próbálták "tömeggyilkosként" beállítani, azonban objektívebb történelmi források és a modern történészi értékelések nem támasztják alá ezeket a súlyos vádakat. 
371-ben és 374-ben is zsinatot hívott össze, amelyen elítélte a zavargások idején feltörekvő eretnek irányzatokat, és betiltotta azokat. Kortársai azt írták róla, hogy inkább hódolt világraszóló ambícióinak, mint az egyház pásztori feladatainak. Pontifikátusára a fényűző pazarlás is jellemző volt. Hatalmi összefonódásaira jellemző volt az is, hogy 378-ban házasságtöréssel vádolták meg. A súlyos bűnt maga Gratianus császár hárította el a pápa feje felől. Továbbá, noha Gratianus éppen azért vált meg a pontifex maximus címtől, mert Jeromos meggyőzte annak „bálványimádó és Istenkáromló” voltáról, Damázt ezután választották meg pontifex maximusnak.

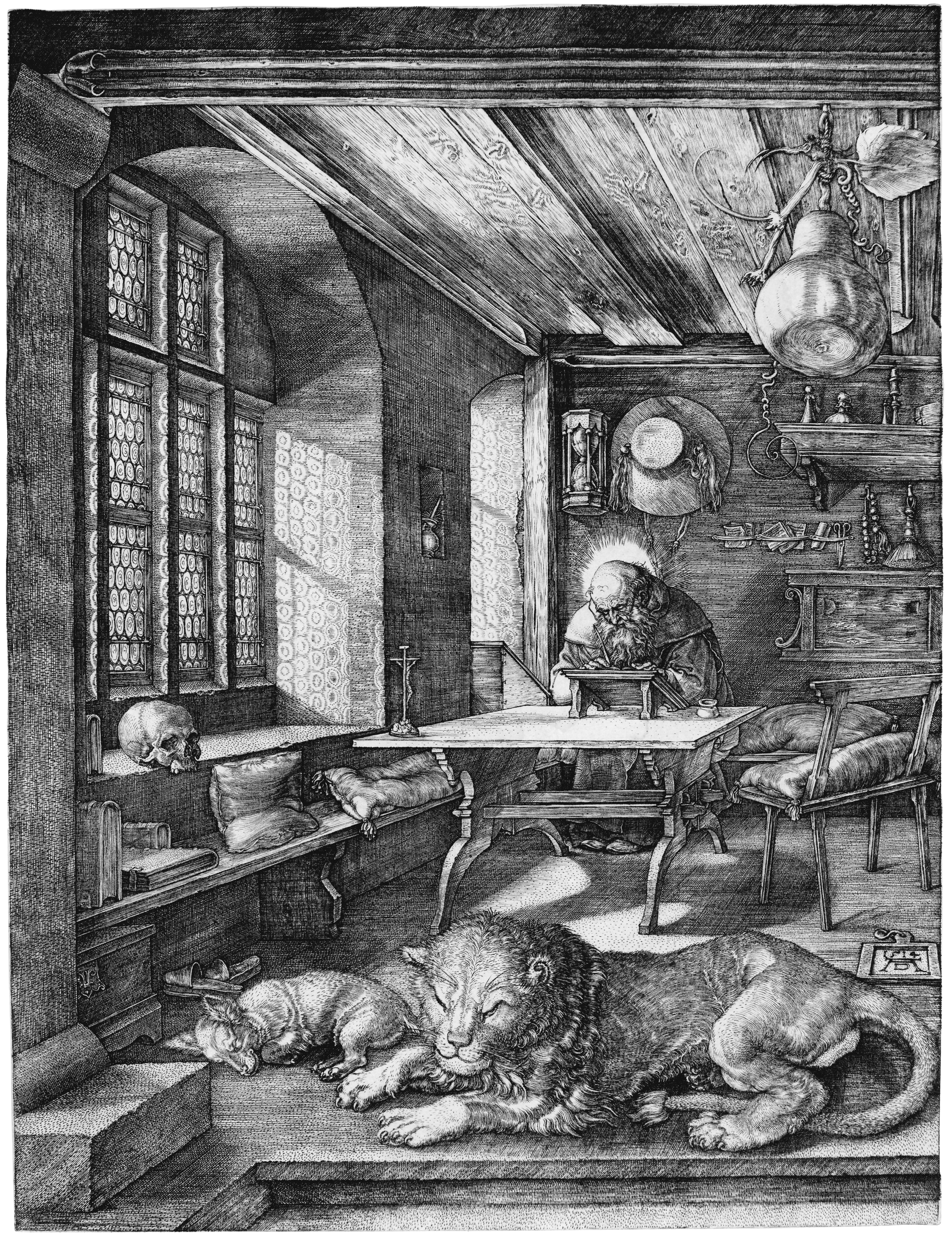
Albrecht Dürer: Szent Jeromos a dolgozószobájában

Damáz pápaságáról azért is tudunk ennyit, mert titkárává fogadta Szent Jeromost, egyik legjobb barátját. Szent Jeromos intézte a pápa levelezéseit a keleti és nyugati egyházakkal egyaránt. Ő volt az, aki Damáz kérésére átdolgozta a Bibliát: az idejétmúlt latin szövegről egy modernebb, újabb latin formára váltott. Ez volt a Vulgata.
A sötét múlt ellenére Damáz nagy erőfeszítéseket tett arra, hogy egyházát tovább fejlessze, és egyben tartsa. 381-ben hívta össze az első konstantinápolyi zsinatot, amelynek dogmatikai döntéseit elfogadta, és amely viszont abba nem egyezett bele, hogy a keresztény világban Konstantinápoly legyen az első számú központ. Ezen felbátorodva 382-ben Rómában hívott össze még egy zsinatot. Itt megerősítették Róma primátusát Alexandriával, Antiokheiával és Konstantinápollyal szemben. Ezen döntések a későbbiekben minden pápánál egyre erősebben éltek.
Damáz kétszínűsége és kapzsisága ellenére tudta, hogy hol a határ. Hatalmas összegekkel támogatta a keresztény művészeket, több faragvány készült idejében, és két bazilika is felépült pontifikátusa alatt. Ez a fényűzés a legtöbb rómainak, és főleg a patríciusoknak azt mutatta, hogy a régi istenek elhagyták a birodalmat, és a keresztények Istene biztosítja immár csak a jövő termékenységét és a jólétet. Ezért ebben a korban sokan „tértek meg”.
384. december 11-én halt meg, majdnem 80 évesen, Theodosius császár uralkodása alatt. Hamvait az általa építtetett Szent Lőrinc-bazilikában őrzik. Ünnepét december 11-én tartják.

## Művei
- Documenta Catholica Omnia (latin nyelven). (Hozzáférés: 2011. december 6.)